# Вилар, Энрике
Энри́ке Вила́р Фигере́до (исп. Enrique Vilar Figueredo, 16 августа 1925 года, Мансанилья, Орьенте — 30 января 1945 года, Фюрстенау) — кубинский интернационалист, воспитанник советского детского дома, курсант и командир РККА ВС Союза ССР.

## Куба и СССР
Энрике Вилар родился в городе Мансанилья в провинции Орьенте 16 августа 1925 года. Отец Энрике — Сесар Вилар работал каменщиком, грузчиком в порту. Он был одним из руководителей коммунистического подполья, боровшегося против режима Мачадо. В 1932 году Сесар Вилар арестован и посажен в тюрьму. Его жена Каридад Фигередо остается с четырьмя детьми без каких-либо средств к существованию.
Чтобы спасти детей Вилара, Международная организации помощи борцам революции организует их нелегальную отправку в Советский Союз под чужими именами. Первым, 22 августа 1932 года, в Союз отплыл на пароходе семилетний Энрике, где и провел два года в Московском детском доме имени Клары Цеткин. Там он научился говорить по-русски. Затем он стал воспитанником Ивановского интернационального детского дома имени Е. Д. Стасовой. Здесь жили более 160 детей зарубежных революционеров, говорившие на 27 языках.

## В армии и на фронте
С нападением фашистской Германии и её сателлитов и союзников на Советский Союз 22 июня 1941 года, пятьдесят человек из воспитанников детского дома ушли на фронт, 17 из них, в том числе Энрике Вилар, погибли.
Вступить в Красную Армию Энрике Вилару удалось не сразу, а лишь по содействию Долорес Ибаррури в 1942 году, когда 16-летний Энрике написал ей письмо. В апреле 1942 года Вилар был направлен на учёбу в школу снайперов в Раменском районе, а летом 1943 года — в Московское высшее общевойсковое командное училище имени Верховного Совета РСФСР. Учился он с отличием, осенью 1943 года получил звание младшего лейтенанта, и в марте 1944 года командование отправило его готовить курсантов в снайперскую школу в Дмитрове. Там он вместе с младшим лейтенантом В. Елисеевым жил на квартире у С. П. Щербаковой в доме № 62 на Пушкинской улице.
Однако Вилар и Елисеев подали рапорта о переводе на фронт. В январе 1945 года младший лейтенант Энрике Вилар был распределен в 137-ю Горьковскую стрелковую дивизию (в составе 2-го Белорусского фронта) и назначен командиром взвода 409-го стрелкового полка. За две недели боев военная часть продвигается на двести километров вглубь Восточной Пруссии.

## Гибель
30 января 1945 года в ночном бою за немецкое местечко Фюрстенау младший лейтенант Энрике Вилар погиб, из его взвода осталось лишь пятеро бойцов. Комсорг 409-го полка Семен Тарасов запомнил его последние минуты: «В этом бою младший лейтенант Энрике Вилар лично поднял взвод в атаку, в рукопашной схватке уничтожил четырёх фрицев. Лег за ручной пулемёт и ещё истребил много врагов. Я тоже в этом бою был ранен. Все были представлены списком к награде. Лейтенант-кубинец должен был получить орден Отечественной войны посмертно. Это наш долг — вручить орден его родным. Или я свой отдам».

## После гибели
- Энрике Вилар похоронен недалеко от селения Бранево на севере современной Польши в братской могиле № 11 вместе с солдатами своего стрелкового взвода, погибшими в бою за Фюрстенау 30 января 1945 года.
- Мать, сестры и брат узнали о гибели Энрике Вилара только в 1949 году, через советское консульство в Гаване.
- За мужество и отвагу, проявленные в боях против фашизма в Великой Отечественной войне, Указом Президиума Верховного Совета СССР, от 20 февраля 1985 года, кубинский интернационалист Энрике Вилар награждён орденом Отечественной войны I степени (посмертно).

## Память
- На Кубе Энрике Вилар — национальный герой, его именем названо военное училище, корабль и улица.
- В Дмитрове 26 декабря 2006 года по инициативе Российского Общества Дружбы с Кубой на стене дома, где жил Энрике Вилар, была размещена мемориальная доска с соответствующей надписью.
- Документальный фильм «И мы вместе будем бороться» о жизни и боевом пути Энрике Вилара[2].